# Número régio
O número régio ou número de reinado são os ordinais empregados para distinguir indivíduos com o mesmo nome que ocuparam o mesmo cargo ou ostentaram o mesmo título. Este costume é mais amplamente utilizado para referenciar os monarcas ao longo da história. Nas monarquias, o ordinal é posicionado após o nome régio de um monarca para diferenciá-lo dentre uma quantidade de antecessores ou sucessores que reinaram no mesmo território com o mesmo nome.
Normalmente, a contagem real se inicia desde o estabelecimento daquela monarquia ou desde a ascensão de uma determinada linhagem de sucessão. Por exemplo, os números régios de Bóris III da Bulgária e seu filho Simeão II são baseados na contagem de monarcas desde o Primeiro Império Búlgaro do século VII apesar do moderno Estado búlgaro ter origem no século XIX. Por outro lado, monarcas ingleses e britânicos são ambos contabilizados desde a Conquista Normanda. Desta forma, o filho de Henrique III é contado como Eduardo I apesar dos três monarcas ingleses com nome "Eduardo" antes da Conquista.
Eventualmente, figuras lendárias ou fictícias são incluídas nestas contagens sucessórias. Por exemplo, os monarcas suecos Érico XIV (que reinou de 1560 a 1568) e Carlos IX (de 1604 a 1611) assumiram seus respectivos números régios com base na obra Historia de omnibus Gothorum Sveonomque regibus, de Johannes Magnus, que relata seis fictícios monarcas anteriores. Uma listagem de monarcas suecos representada no mapa Estats de la Couronne de Suede (1719) se inicia com Canuto I e mostra Érico XIV e Carlos IX como Érico IV e Carlos II respectivamente; o único "Carlos" que ostenta seu número régio correto é Carlos XII. Por outro lado, o imperador etíope Menelique II escolheu seu número de reinado em referência a um ancestral mítico - que teria sido o primeiro soberano de seu país e um suposto filho do rei bíblico Salomão - para fortalecer a legitimidade da chamada Dinastia salomónica.

## Exemplos de ordinais monárquicos
Por tradição, monarcas de um reino específico com o mesmo nome são distinguidos por seus ordinais, como:
- Reis Umberto I e Umberto II da Itália;
- Imperatrizes Catarina I e Catarina II da Rússia;
- Príncipes Rainier II e Rainier III de Mônaco;
- Papas Bento XV e Bento XVI;
- Imperadores Pedro I e Pedro II do Brasil.

Ordinais também podem ser aplicados quando um governante de um reino e um governante do Estado sucessor desse reino compartilham o mesmo nome:
- Rainhas Isabel I da Inglaterra e Isabel II do Reino Unido;
- Reis Afonso XI de Castela e Afonso XII de Espanha;
- Reis Vítor Emanuel I da Sardenha e Vítor Emanuel II da Itália.

### Nomes duplos
A prática varia quando os monarcas ostentam dois ou mais nomes próprios. Para os monarcas suecos, o ordinal qualifica apenas o primeiro nome; por exemplo, Gustavo VI Adolfo foi o sexto Gustavo e o terceiro Gustavo Adolfo na linhagem real. Em contrapartida, o Reino da Prússia foi governado por sua vez por Frederico I, Frederico Guilherme I, Frederico II e Frederico Guilherme II; e mais tarde por Guilherme I. Da mesma forma, o Papa João Paulo I escolheu seu nome composto para homenagear os predecessores João XXIII e Paulo VI e foi sucedido por João Paulo II.

### Pretendentes Franceses
É tradição entre os monarquistas franceses continuar a numerar seus pretendentes, embora nunca tenham reinado. Portanto, um apoiador do falecido conde de Paris teria se referido a ele como Henrique VII, embora apenas quatro homens chamados "Henri" tenham sido reis da França.
Ordinais não consecutivos podem indicar reivindicações dinásticas para monarcas não reinantes. Por exemplo, depois que Luís XVI da França foi executado durante a Revolução Francesa, os legitimistas consideraram que ele foi sucedido por seu filho, a quem chamavam de Luís XVII. Embora a criança tenha morrido na prisão alguns anos depois e nunca tenha reinado, seu tio, que subiu ao trono francês na Restauração Bourbon, adotou o nome de Luís XVIII em reconhecimento aos direitos de sua dinastia. Da mesma forma, após o colapso do regime do imperador Napoleão I, ele abdicou em favor de seu filho de quatro anos, que foi proclamado Napoleão II. O menino imperador foi deposto semanas depois pelos rivais europeus de Napoleão e nunca foi reconhecido internacionalmente; mas quando seu primo Charles-Louis Napoléon Bonaparte se proclamou imperador em 1852, ele se declarou Napoleão III da França em reconhecimento a seu predecessor.
Este costume atualmente não é seguido por mais nenhum outro grupo étnico além dos franceses, sendo exclusivo destes, monarquistas de outras nações não costumam usar números régios para os pretendentes que apoiam.